# 鮎川浜
鮎川浜（あゆかわはま、英語: Ayukawahama）は、宮城県石巻市にある大字であり、旧牡鹿郡牡鹿町大字鮎川浜の一部、旧牡鹿郡鮎川町大字鮎川浜の一部、旧牡鹿郡鮎川村大字鮎川浜の一部、旧牡鹿郡鮎川浜の一部に相当する。郵便番号は986-2523。住民基本台帳に基づく人口は615人、世帯数は404世帯（2025年4月30日現在）。また、ここでは、分離独立した町丁である鮎川大町（あゆかわおおまち）についても、解説する（後述）。

## 概要
明治期より捕鯨が盛んであり、「鮎川の捕鯨か、捕鯨の鮎川か」と謳われるなど、捕鯨の町として著名である。鮎川港を中心に栄えているが、開拓農場のある黒崎や金華山道の終点である山鳥にも小集落が存在する。ホエールタウンおしかや石巻市に6つある総合支所の一つである石巻市牡鹿総合支所があるため、牡鹿地域の中心的な地域であることが窺える。また、金華山やおしか御番所公園といった観光資源や、沖合に世界3大漁場である金華山沖といった天然資源があり、さまざまな資源の豊富な豊かな土地である。しかし、山地が分布していることもあり、農業は盛んではなく、耕地土壌は十八成道、金山、熊野、太子、黒崎にかけて小範囲に分布するのみである。
地域の一部が災害危険区域に指定されている。
昔、鮎川の海は『抹香城』という俗称で呼ばれ、昔から捕鯨で有名であったことがうかがえる。ただし、鮎川浜ではマッコウクジラのみを捕獲していたというわけではなく、ミンククジラやゴンドウクジラ、ツチクジラも捕獲していた。また、鮎川港での捕鯨は「死んで漂流する流れ鯨」や「天敵に追われて磯部に流れよった寄り鯨」を捕獲するという伝統があった。

## 地理

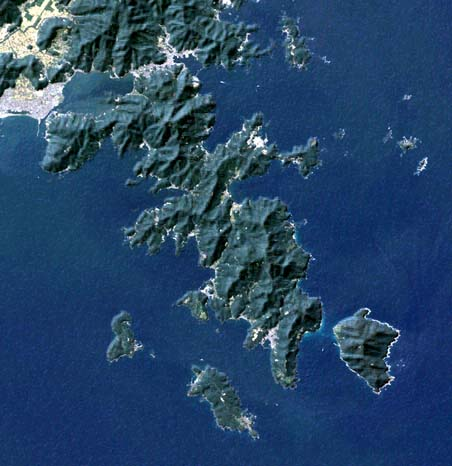
牡鹿半島のランドサット衛星写真。スペースシャトル標高データ使用。先端地域が鮎川浜にあたる。

石巻市の南西部、牡鹿半島の先端に位置し、石巻湾へと流れる湊川の沖積平野から成り立つ。東海上に金華山、西南海上には網地島が横たわり、よく風浪を遮る。主に鮎川層と山鳥層とよばれる地層が分布している。鮎川層はアルコース砂岩、中粒砂岩、黒色炭質頁岩、礫岩から成る450mの地層であり、下部のアルコース砂岩には斜交層理が発達している。山鳥層は牡鹿半島南端部に分布する紫緑色、紫黒色、紫紅色の輝石や安山岩を主とした火山岩類と，同質の凝灰角礫岩からなり、鮎川層のアルコース砂岩と断層で接触、牡鹿半島東岸の小山崎で十八成層の黒色頁岩と接する。鮎川層群も山鳥層も形成された時期はジュラ紀後期から白亜紀前期である。土壌については、褐色森林土と赤黄色土が主に分布している。半島部（金華山以外）では、東部には山地が、西部には丘陵が連なっており、その間に数少ない低地がある。東部の山地は牡鹿半島における脊梁山脈の東南端である駒ヶ峯から御番所山、黒崎を結ぶ険しい山地である。黒崎から鮎川港にかけては海岸段丘が発達しており、その先端は鋭い海食崖になっている。西部の丘陵は平七山、石峠山、大嵐山、小沢山と標高の低い山々が北北東から南南西にかけて連なっている。
また、鮎川市街地付近には数多の舌状台地が存在する。域内には大原浜から鮎川浜山鳥にかけて旧牡鹿町を南北に二分するように大原－山鳥断層線（Ｏ－Ｙ線）が位置する。この断層は地区を西北西から東南東に域内を横切り、この断層の南側には、なだらかな山や平地が多く見られる。

### 黒崎

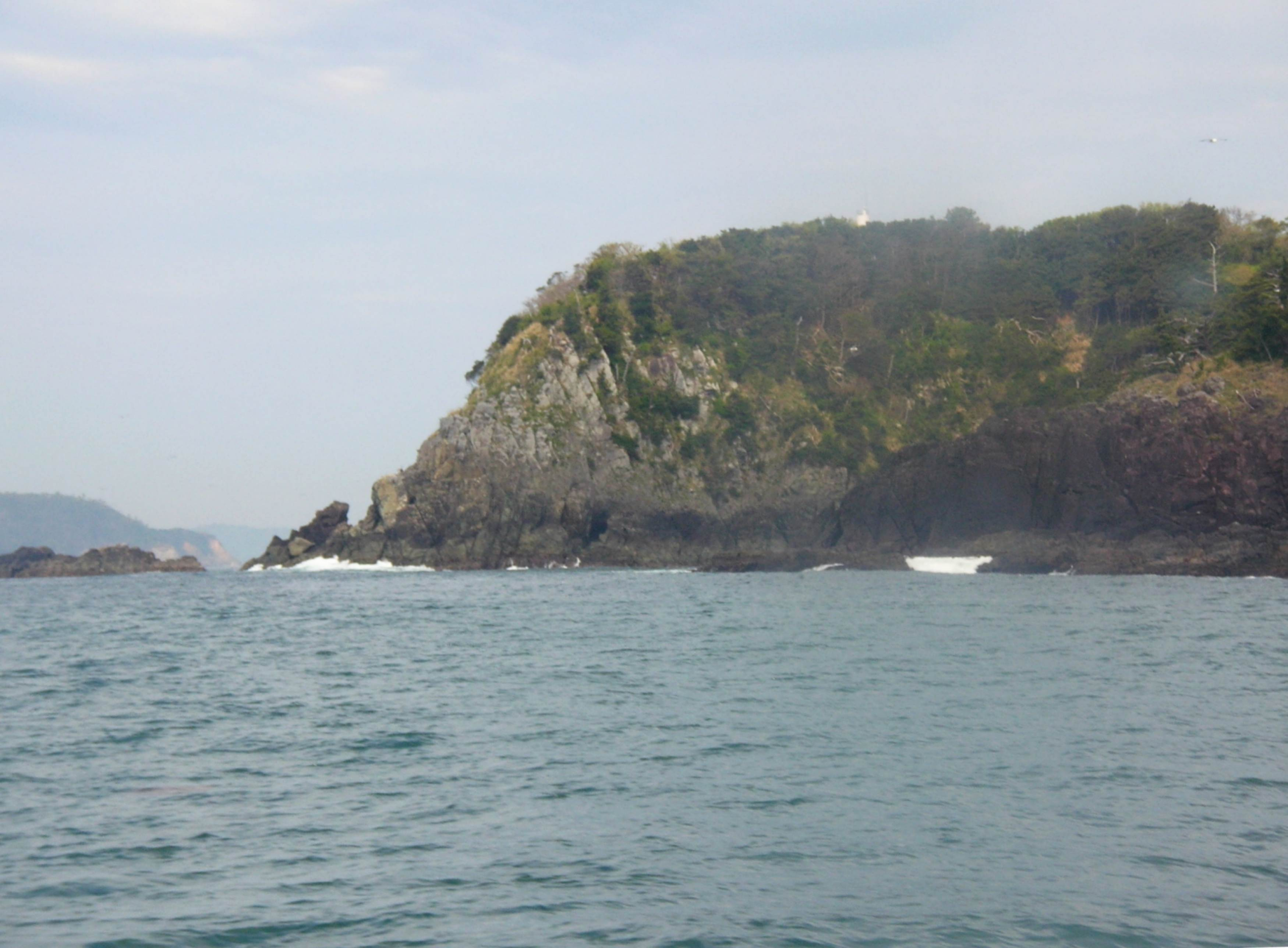
黒崎灯台（2008年5月16日）

黒崎（くろさき）は鮎川浜の小字、および、牡鹿半島南端の岬の名称である。
伊達綱村が仙台藩内の地理、歴史、風俗、産業等を記録させた奥羽観蹟聞老志によると
とあり、歌枕である奥の海が黒崎の海上、即ち、金華山付近の海をさすことを示している。
域内には黒崎遺跡が所在しており、多数の石鏃が出土している。

### 山鳥渡
山鳥渡（やまどりわたし、やまどりのわたし）は牡鹿半島と金華山を渡る渡し、および、鮎川浜黒崎の地域名、集落名である。昔は嶋渡（しまわたし）と表記されていたが、「嶋」の字を「山鳥」と読み間違え、それが定着したことを由来とする。また、金華山瀬戸のうち、幅600mの最も狭い所を鹿渡とする場合もある。
山鳥渡地域には、高さ5.4m、総重量10tで牧山より採れる井内石からできた金華山黄金山神社一の鳥居が所在し、金華山が女人禁制の頃は、女性はこの鳥居より遥拝していた。
なお、鮎川浜には山鳥という小字名があるが、山鳥渡は鮎川浜黒崎に所在する。

### 山など

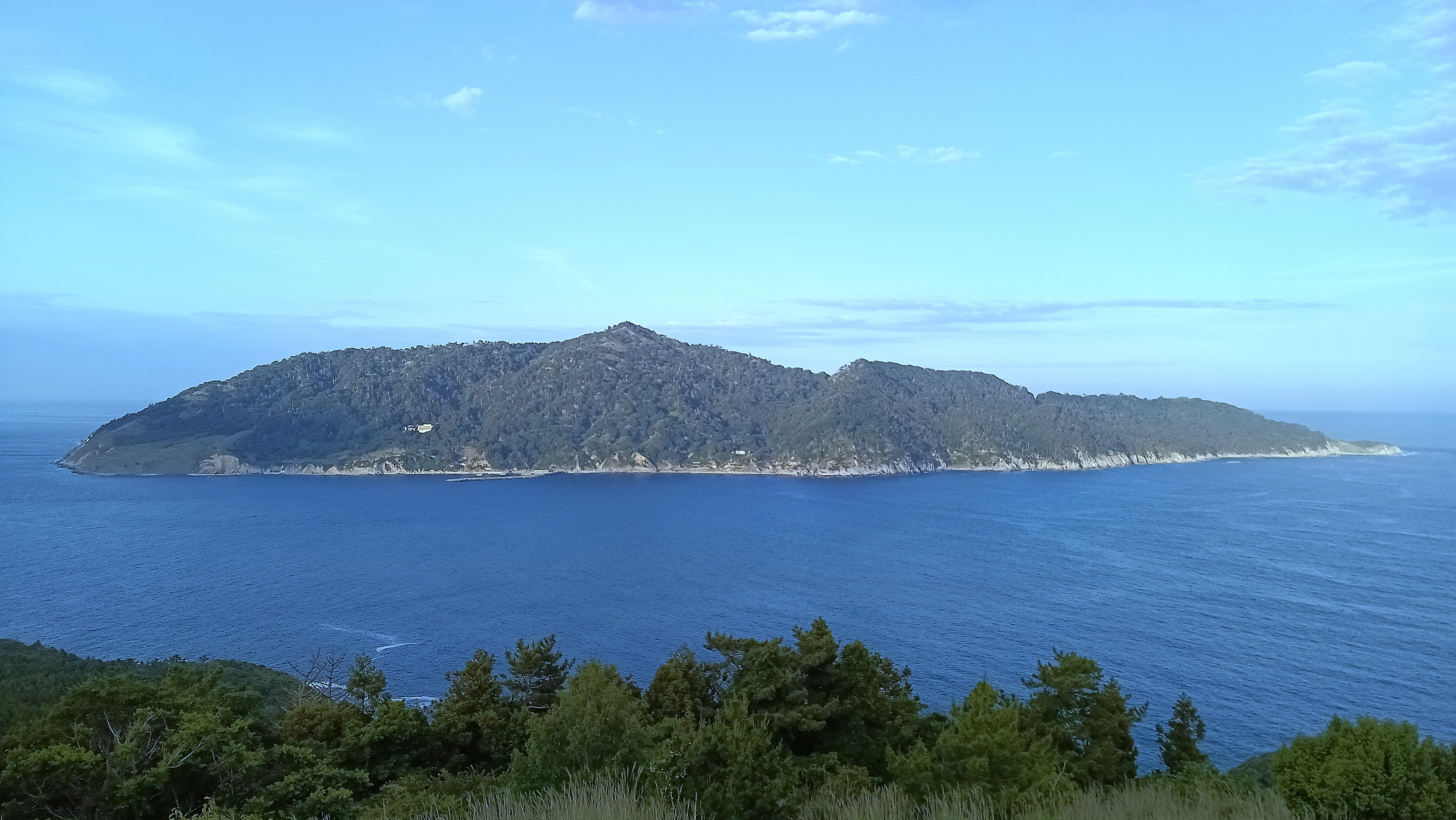
金華山の外観。

- 金華山（444.8m）[24]
- 駒ヶ峯（323.5m）[6]
- 平七山（276m）[17]
- 御番所山（211m）[6]
  - 牡鹿半島の南端に位置し、磯から一挙にせりあがる形の高丘である[21]。東に金華山、西に網地島を控え、太平洋に臨んでいるため、外洋を航行する船舶を確認することができるため、仙台藩の唐船番所が置かれ、その名が名付けられた[21]。明治時代末期には、鮎川浜が捕鯨船の基地として発展してから、捕鯨船帰港の目標としても用いられた[21]。近年では、唐船監視に代わって、観光需要が増し、おしか御番所公園が設置された[21]。
- 石峠山（211m）[17]
- 大嵐山（161m）[17]
- 小沢山（111m）[24]
- 鬼形峠[24]
- 金山台地[17][18]
- 熊野台地[17][18]
- 南台地[17][18]

### 河川
いずれも小川である。
- 湊川：古くは北沢川とも呼ぶ。
- 鴨川：古くは真濱川とも呼ぶ。御番所山から鮎川浜へと注ぐ[24]。
- 屋寿計川：屋菅川とも書かれる。

### 気候
典型的な海洋性気候を示し、冬は暖かく、夏は涼しい気候であり、「金華山灯台気象資料」（石巻航路標識事務所蔵）によると年平均気温は12.2℃である。

### 小字
小字は以下の通り。原則として、デジタル庁公表の宮城県町字マスターデータセット（2024年8月13日時点）、運輸局公表の東北運輸局宮城運輸支局住所コード表（2024年11月1日時点）を基に作成した。
| 町字ID | 小字       | 読み                 |
| ------ | ---------- | -------------------- |
| 211101 | 伊勢下     | いせした             |
| 211102 | ママノ上   | ままのうえ           |
| 211103 | 一本杉     | いっぽんすぎ         |
| 211104 | 姥ケ沢     | うばがさわ           |
| 211105 | 鬼形山     | おにがたやま         |
| 211106 | きんかさん | きんかさん           |
| 211107 | 駒ケ峯     | こまがみね           |
| 211108 | 熊野       | くまの               |
| 211109 | 袈裟沢     | けさざわ             |
| 211110 | 向田       | むかいだ             |
| 211111 | 向馬隠沢   | むかいうまかくれざわ |
| 211112 | 黒崎       | くろさき             |
| 211113 | 根瀧山     | ねだきやま           |
| 211114 | 笹ケ平     | ささがだいら         |
| 211115 | 山鳥       | やまどり             |
| 211116 | 四ツ小谷   | よつごや             |
| 211117 | 寺下       | てらした             |
| 211118 | 寺前       | てらまえ             |
| 211119 | 十八成道   | くぐなりみち         |
| 211120 | 出島       | だしじま             |
| 211121 | 松下       | まつした             |
| 211122 | 松林       | まつばやし           |
| 211123 | 新田       | しんでん             |
| 211124 | 清崎山     | きよさきやま         |
| 211125 | 台畑       | だいはた             |
| 211126 | 大子       | たいし               |
| 211127 | 大台       | おおだい             |
| 211128 | 大立山     | おおだてやま         |
| 211129 | 大立南     | おおだてみなみ       |
| 211130 | 大立北     | おおだてきた         |
| 211131 | 炭焼山     | すみやきやま         |
| 211132 | 内山       | うちやま             |
| 211133 | 南         | みなみ               |
| 211134 | 南沢       | みなみさわ           |
| 211135 | 北         | きた                 |
| 211136 | 万治下     | まんじした           |
| 211137 | 湊川       | みなとがわ           |
| 211138 | 柳沢       | やなぎさわ           |
| 211139 | 林下       | はやしした           |

#### 明治期の小字
宮城県各村字調書によると明治17、18年頃の鮎川浜の小字は以下の通りである。
- 南
- 北
- 寺前
- 熊野
- 大台
- 四ツ小屋
- 湊川
- 林下
- 笹ケ平
- 十八成道
- 袈裟ケ沢
- 大立[注 4]
- 寺下
- 姥ケ沢
- 一本杉
- マゝノ上
- 台畑
- 伊勢下
- 太子
- 南台
- 平
- 松林
- 向田
- 内山
- 向馬カクシ沢
- 内山南
- 内山北
- 伊勢
- 大関下
- 南沢
- 炭焼山
- 大立山
- 柳沢
- 根滝山
- 駒ケ峯
- 大森下
- 黒崎山
- 万治下
- 高橋下
- 小屋鳥山

## 歴史
鮎川浜の歴史は古く、金華山貝塚から出土品が発見されたため、縄文時代から人が住んでいたとされる。
平安時代に、奥州藤原氏が金華山の殿沢という地に大金寺という祈願寺を建設したとされる。ただし、この時期に鮎川浜の半島部に集落があったという痕跡は発見されていない。
鎌倉時代になると域内の鮎川金山が開発され始め、それに伴って少なくとも1301年（正安3年）までには鮎川浜の半島部にも集落が形成されるようになったとされる。
南北朝時代に紀伊国の船乗りが石巻へ下り、牡鹿半島の各地に定住し、鈴木や木村と名乗ったとされる。
風土記御用書出によると、石巻を支配していた葛西氏が滅ぶとともに、岡田甚左衛門、遠藤宮内左衛門、平塚駿河、鈴木源治左衛門、遠藤丹波、大森慶山、才藤帯刀、大森将監、岡田正兵衛、遠藤因幡などといった葛西、大崎の遺臣とされる武士たちが入ってきた。
その後、江戸時代になると、鮎川浜を含める牡鹿半島は仙台藩の支配下となり、大原浜、給分浜、新山浜、泊浜、寄磯浜、谷川浜、鮫浦、網地浜、長渡浜、十八成浜、そして鮎川浜の十浜一浦で構成される牡鹿郡遠島十八成組に属した。金華山への参詣道が造られ、鮎川浜に一の鳥居と茶屋が建設されたが集落自体はさほど発展しなかったとされる。この頃の集落は主に、大森、齋藤、岡田、土岐、鈴木、遠藤が六氏が人口の多くを占めていた。
慶長元年には、唐船番所が設置され、胆沢郡前沢村、桃生郡成田村、同郡小船越村、同郡高須賀村より輪番で足軽が2人ずつ詰められ、明治4年に廃止されるまで、異国船の監視をしていた。しかし、実際に異国船を目撃したのは文久4年5月23日（西暦の1736年6月28日に相当）の黒船三隻のみであった。
元禄年間の村の状況は、元禄郷帳によると、村高50石余、牡鹿郡万御改書上によれば、村高は69石余、田は五貫三百三十一文、畑は一貫六百五十八文、海上高は三貫二百九十四文であり、人数は433（男は259人、女は174人）、家屋は東西五十八間、南北三町四十間にわたったという。その他、御林が17ヶ所あり、御山守が2人いて、屋寿計川淵の桐ノ井では、御前水を藩主出馬の際に献上したとされる。また、1772年（明和9年）の封内風土記によれば戸数は81であったとされる。江戸期における鮎川浜の集落の規模は十八成組の中では中程度であったが、漁村としての一面をもつほかに金華山参詣の門前町のような役割を担っていた。
明治初期では、遠藤、岡田、斎藤、鈴木、大森、和泉の六氏を中心とした小さな集落であった。人口は1887年（明治20年）時点で332人、世帯数は1888年（明治21年）時点で67世帯と、長渡浜より小さく、網地浜、大原浜と同規模であり、小さな漁村であった。しかし、1906年（明治39年）4月12日に山口県下関の東洋漁業株式会社（後の日本水産）が鮎川浜向田に事務所を開設し、金華山沖でノルウェー式捕鯨法を導入した捕鯨を始めてから、捕鯨の町としての知られるようになる。ただし、東洋漁業が事務所を鮎川浜に構える際には、鯨の解体による地先海面の汚染を恐れて、少なからずの反対運動があった。しかし、鮎川村長の和泉恒太郎や鮎川漁業組合幹部の鈴木吉松、岡田菊之助、和泉太三郎らの説得により、東洋漁業が村に、年300円を寄付することで合意し、村では鮎川小学校建設の費用にした。東洋漁業事務所の創業開始後、実際に、鯨骨や内臓が事業所から投棄され、海面を汚染したものの、1907年6月に、下関から来た小林惣太郎が鯨皮から、鯨油とゼラチンをつくる工場をつくり、石巻の松田庄助が鯨肥工場を建てたことで事態は好転した。
その後、1907年11月、鮎川浜黒崎鴨川に、高知県奈半利の土佐捕鯨合資会社（後の大洋漁業）が、1908年2月、鮎川浜南に、和歌山県串本の花伊水産株式会社が、1911年2月に、鮎川浜南に、山口県仙崎の長門捕鯨株式会社が事務所を構えた。東洋漁業、大洋漁業や極洋捕鯨（戦後に参入）といった日本の三大捕鯨会社が進出してきたことにより、県の内外から労働者が流入し、世帯数は3倍近くとなり鮎川浜は栄えた。また、捕鯨の他、先述のような鯨の廃棄物を再利用するかたちで肥料製造業といった新しい産業が地域に根付いた。1908年10月、和泉恒太郎が鯨〆粕や魚粕などの肥料売買免許を取得したのを皮切りに、11月から12月にかけて、岡田菊之助、鈴木亀吉、岡田宜太郎が鯨〆粕や魚粕の肥料製造営業免許を取得し、海岸を埋め立てて、工場を建設し、鯨肥の製造販売を開始した鮎川浜と隣接する十八成浜で28の肥料製造会社が操業を開始した。
鮎川浜以外にも、荻浜に内外水産（1907年）、大東漁業（1907年）、帝国水産（1908年）が、十八成浜清崎に藤村捕鯨（1910年）、小淵浜走りに大日本水産（1910年）に事業所を開設した。
鮎川浜を含め、宮城県内での捕鯨は軒並み、宮城県外資本によって行われたが、宮城県内資本での捕鯨が計画されたことが度々あった。初め、宮城県内で捕鯨に興味を示したのは、養賢堂学頭の大槻清華であった。文政年間大槻清華は鯨志稿を著し、捕鯨への関心を示した。1837年（天保8年）には、仙台藩が捕鯨取開方を設け、牡鹿郡狐崎組の大肝入である平塚雄五郎と桃生郡大須浜の大肝入格である阿部源左衛門がこれを務めた。阿部源左衛門は同年に銛を用いて、鯨四頭を仕留めた。1859年には阿部源左衛門、桃生郡名振浜の寅次郎、甚四郎、船越浜の左五郎、宮城郡塩竈の餅屋与左衛門、三浦屋貞助らが連名して、仙台藩に鯨蝋製造の願書を提出した際には、桃生郡大須浜と気仙郡綾里浜と並んで捕鯨の根拠地の候補として上がっていた。その後も田代の阿部久八郎、渡波の浜谷兼兵衛、仙台の石川進らが、捕鯨計画をたてるも頓挫したり、1906年10月3日に寄磯浜前浜の遠藤栄四郎が金華山漁業株式会社をたちあげ、アメリカ式捕鯨法を用いた捕鯨を行ったものの技術的に、他県の捕鯨資本に及ばず、捕鯨から撤退するなど軒並み失敗した。1923年（大正12年）に、林兼商店の出資を得て、十八成浜の後藤善三郎が遠洋捕鯨合資会社を設立（1930年に遠洋捕鯨株式会社となる）した他、1925年に、鮎川浜と十八成浜の鯨肥業者30人が出資し、鯨肥原料確保を目的に鮎川捕鯨株式会社を鮎川浜田の浜に建設するなど一時的に宮城県内資本が捕鯨を行っていたこともあるが、鮎川捕鯨はマルハ土佐捕鯨派（社長の和泉恒太郎、常務の阿部儀助、稲井商店など）や東洋捕鯨派（監査役の和泉総之助、島孝、鈴木良吉など）、遠洋捕鯨派（主に十八成浜の業者）に分かれており、内部でのまとまりに欠けていたため、鮎川肥料組合や鮎川肥料合同会社などに分裂し、1950年に有名無実となった鮎川捕鯨は極洋捕鯨に合併され、遠洋捕鯨は1946年に県外資本の大洋漁業に合併された。

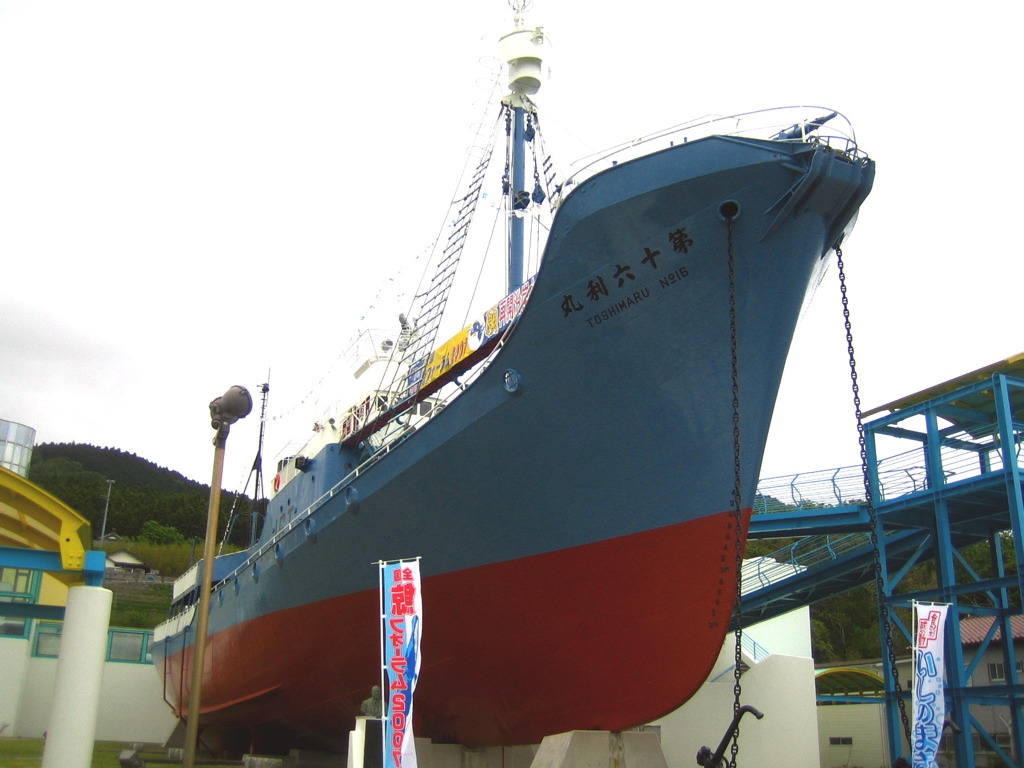
実際に捕鯨を行っていた捕鯨船第十六利丸。現在はホエールタウンおしかにて展示。

戦後になると、1945年から始まった黒崎開拓事業の一環で外地より引き上げた人々が鮎川浜黒崎に入植したことにより、黒崎で集落が形成された。
1952年に日本水産の事業所が、鉄道が敷設されており立地条件の良い女川へと移転してから、資本が一斉に撤退し、村落の経済は大打撃を被り、人口も1960年代より、減少し始めた。その後は、国際的に捕鯨の禁止が叫ばれ、1982年に国際捕鯨委員会により、商業捕鯨の全面禁止が採択され、鮎川浜における捕鯨は衰退の一途をたどることとなった。しかし、2019年に日本が国際捕鯨委員会を脱退したことにより、2020年、鮎川港を拠点とするミンククジラの商業捕鯨が再開された。

### 沿革
※新暦導入以前（明治5年以前）の日付は和暦による旧暦で表記する。丸括弧内は西暦で、1581年以前はユリウス暦、1582年以降はグレゴリオ暦。
- 永万・仁安年間 - 藤原秀衡が金華山大金寺に寺領三千石を寄進したとされる[42]。
- 1200年代 - 鮎川浜で金の採掘が行われたとされる[12]。
- 天正年間 - 浮浪の徒により、金華山大金寺が焼失[42]。
- 慶長元年（1596年） - 唐船番所が設置[14]。
- 慶長18年（1613年） - 烏山和尚により、曹洞宗宝寿山東泉院が開かれる[14][21]。
- 寛永21年（1644年）頃 - 仙台藩が外国船の侵入を監視するため、鮎川浜に番所が置かれた[12]。
- 正徳5年（1715年） - 漁船が漂流し、11人が溺死[注 6][21]。
- 文久4年（1736年） - 唐船番所にて3隻の黒船が南下するのが目撃される[14]。
- 明治2年
  - 7月20日（1869年8月27日） - 桃生県の管轄下になる[43]。
  - 9月18日（1869年8月13日） - 桃生県が石巻県に改称したため、石巻県の管轄下になる[43]。
- 明治3年9月28日（1870年10月22日） - 登米県の管轄下になる[43]。
- 明治4年
  - 唐船番所廃止[14]。
  - 11月2日（1871年12月13日） - 仙台県の管轄下になる[43]。
- 明治5年1月8日（1872年2月16日） - 宮城県の管轄下になる[43]。
- 1875年（明治8年） - 鮎川小学校創立[14]。
- 1877年（明治10年） - 鮎川小学校が大宗小学校の分校となる[14]。
- 1889年（明治22年）4月1日 - 町村制施行にともない、網地浜、十八成浜、長渡浜と合併して、鮎川村の大字鮎川浜となる[14]。
- 1892年（明治25年） - 鮎川小学校が十八成小学校を合併し、鮎川尋常小学校となり、十八成分教場を十八成浜に設置[14]。
- 1906年（明治39年）
  - 山口県下関市の東洋漁業が鮎川浜に事務所を設ける[12]。
  - 金華山漁業株式会社が設立される[12]。
- 1907年（明治40年）
  - 6月 - 小林惣太郎、鯨皮から鯨油とゼラチンをつくる工場を建設し、松田庄助が鯨肥工場を建設した[34]。
  - 11月 - 土佐捕鯨合資会社が鮎川浜南に事業所を設ける[33]。
- 1908年（明治41年）
  - 2月 - 花伊水産株式会社が鮎川浜南に事業所を設ける[33]。
  - 10月 - 和泉恒太郎、村長を辞職し、鯨〆粕や魚粕などの肥料売買営業免許を取得[35]。
- 1911年（明治44年） - 長門捕鯨株式会社が鮎川浜南に事業所を設ける[33]。
- 1916年（大正5年） - 鮎川尋常小学校が十八成分教場を合併し、鮎川尋常高等小学校となる[14]。
- 1923年（大正12年） - 遠洋捕鯨合資会社が設立[35]。
- 1925年（大正14年） - 元鮎川村長である和泉恒太郎を中心として鮎川捕鯨株式会社が設立される[12][35]。
- 1933年（昭和8年） - ミンククジラの捕獲が和歌山県の太地から移り住んだ長谷川熊蔵により、始められる[12]。
- 1934年（昭和9年） - マルハ土佐捕鯨が大東漁業株式会社を合併し、鮎川事業所を設置[36]。
- 1936年（昭和11年） - 和泉哲之助を組合長として、鮎川肥料組合が設立[35]。
- 1937年（昭和12年） - 鮎川捕鯨が東京のスマトラ拓殖株式会社捕鯨部に捕鯨船等を譲渡[35]。
- 1938年（昭和13年）11月5日 - 福島県沖地震が発生。域内で1.04mの津波が観測された[20]。
- 1940年（昭和15年）
  - 1月 - 鮎川肥料合同会社が設立される[35]。
  - 12月1日 - 鮎川村が町制施行したため、鮎川町の大字鮎川浜となる。
- 1943年（昭和18年）11月 - 鮎川浜にて大火。四十八戸（一説によると五十一戸とも）、二戸半焼[38]。
- 1945年（昭和20年）
  - 黒崎開拓事業開始[38]。
  - 埋立地が字南に編入[38]。
- 1948年（昭和23年）
  - 5月 - 林下八に極洋会館設置[44]。
  - 大洋漁業が字南に新事業所建設[44]。
- 1949年（昭和24年） - 組合長を鈴木良吉として、鮎川漁業協同組合が設立[44]。
- 1950年（昭和25年）
  - 11月 - 七十七銀行鮎川支店が設置[44]。
  - 極洋捕鯨が鮎川捕鯨株式会社[注 7]を買収したことにより、鮎川へと進出[35]。
  - 鮎川町役場庁舎[注 8]が十八成道三に新築移転[44]。
  - 鮎川浜、十八成浜の間で第一連合青年団を組織[44]。
- 1952年（昭和27年）
  - 3月4日 - 十勝沖地震が発生。域内で1.0mの津波が観測された[20]。
  - 6月 - 日本水産の事務所が女川へと移転[12][35]。
- 1953年（昭和28年） - 第一回鯨祭開催[45]。
- 1954年（昭和29年）
  - 鯨博物館が清崎に設置[45]。
  - 公報「あゆかわ」創刊[45]。
  - 宮城と和歌山両県の関係者で日本近海捕鯨株式会社が設立[46]。
- 1955年（昭和30年）
  - 2月 - 金宝山東泉院が再建[45]。
  - 3月26日 - 鮎川町と大原村の合併により、牡鹿町大字鮎川浜となる。
- 1957年（昭和32年）
  - 5月 - 鮎川橋落成[47]。
  - 発掘調査により、「金華山は日本初の金産出地である」という説が否定された[注 9][21]。
- 1958年（昭和33年） - 鈴木良吉による北洋捕鯨株式会社が設立[46]。
- 1959年（昭和34年） - 鮎川浜郵便局が湊川34に移転[47]。
- 1960年（昭和35年）
  - 5月 - 町立鮎川保育場完成[47]。
  - 5月 - チリ地震津波発生[47]。
- 1961年（昭和36年）6月 - 鮎川長生会が発足[47]。
- 1964年（昭和39年） - 鮎川小中学校給食センターが完成[47]。
- 1965年（昭和40年）4月 - 金華山にて山火事が発生し、35ヘクタールを焼く[47]。
- 1966年（昭和41年）4月 - 漁民アパートが完成[47]。
- 1969年（昭和44年）9月1日 - 鮎川漁業と新山漁協が合併し、牡鹿漁協成立[48]。
- 1970年（昭和45年） - 日本近海捕鯨株式会社が日本捕鯨株式会社と改称[46]。
- 1971年（昭和46年）
  - 3月 - 湊川橋完成[48]。
  - 4月 - 牡鹿コバルトライン開通[48]。
  - 7月 - 国民宿舎コバルト荘が完成[48]。
  - 千葉県の外房捕鯨株式会社が極洋捕鯨鮎川事業場跡に進出[46]。
- 1972年（昭和47年）6月 - スウェーデンストックホルムにて開催された国際連合人間環境会議にて、「商業捕鯨の10年間禁止」が採択され、域内の産業が大きな打撃を受ける[12]。
- 1974年（昭和49年）
  - 3月 - 字寺前に牡鹿町国民健康保険病院完成[48]。
  - 町立裁縫学園廃止[48]。
- 1978年（昭和51年）
  - 11月 - 役場新庁舎が鬼形山1-13に完成。
  - 12月23日 - 浩宮徳仁が来町し、グランドホテルに滞在[48]。
- 1977年（昭和52年）3月末 - 大洋漁業が鮎川事業場を閉鎖[46]。
- 1978年（昭和43年）3月 - 清崎に牡鹿町立清崎総合運動場完成。
- 1979年（昭和54年）
  - 3月 - 牡鹿町立町民体育館完成[49]。
  - 7月 - 牡鹿町公民館完成[49]。
  - 12月 - 鮎川児童遊園地完成[49]。
- 1983年（昭和58年） - 牡鹿町水産物地方卸売市場落成[49]。
- 1987年（昭和62年） - 1982年に国際捕鯨委員会が商業捕鯨の全面禁止が採択されたことを受けて、大型捕鯨船の操業を停止[12][注 10]。
- 1990年（平成2年） - おしかホエールランドがオープンする[12][注 11]。
- 2005年（平成17年）4月1日 - 石巻市成立に伴い牡鹿郡牡鹿町大字鮎川浜から「大字」の文字が削除され、石巻市鮎川浜になる[50][51]。
- 2010年（平成22年）2月28日 - チリ地震により、津波が観測された[20]。
- 2011年（平成23年）
  - 3月11日 - 東北地方太平洋沖地震が発生。壊滅的な被害を被る（後述）。
  - 11月8日 - おしかのれん街開設。
- 2012年（平成24年） - 三陸沖地震が発生し、98cmの津波を観測[52]。
- 2019年（令和元年）
  - 4月5日 - 鮎川港を拠点としたミンククジラの商業捕鯨が32年ぶりに再開された[53]。
  - 10月4日 - ホエールタウンおしかの観光物産交流施設Cottu、牡鹿半島ビジターセンターがオープン。
- 2020年（令和2年）
  - 3月 - おしかのれん街閉店。
  - 7月22日 - ホエールタウンおしかのおしかホエールランドがオープン。

### 地名の由来
文政風土記によれば、域内を流れる湊川に鮎が沢山いたため、鮎川と名付けられたとされる。

## 施設
- 牡鹿総合支所（旧牡鹿町役場）[54]
- 鮎川港

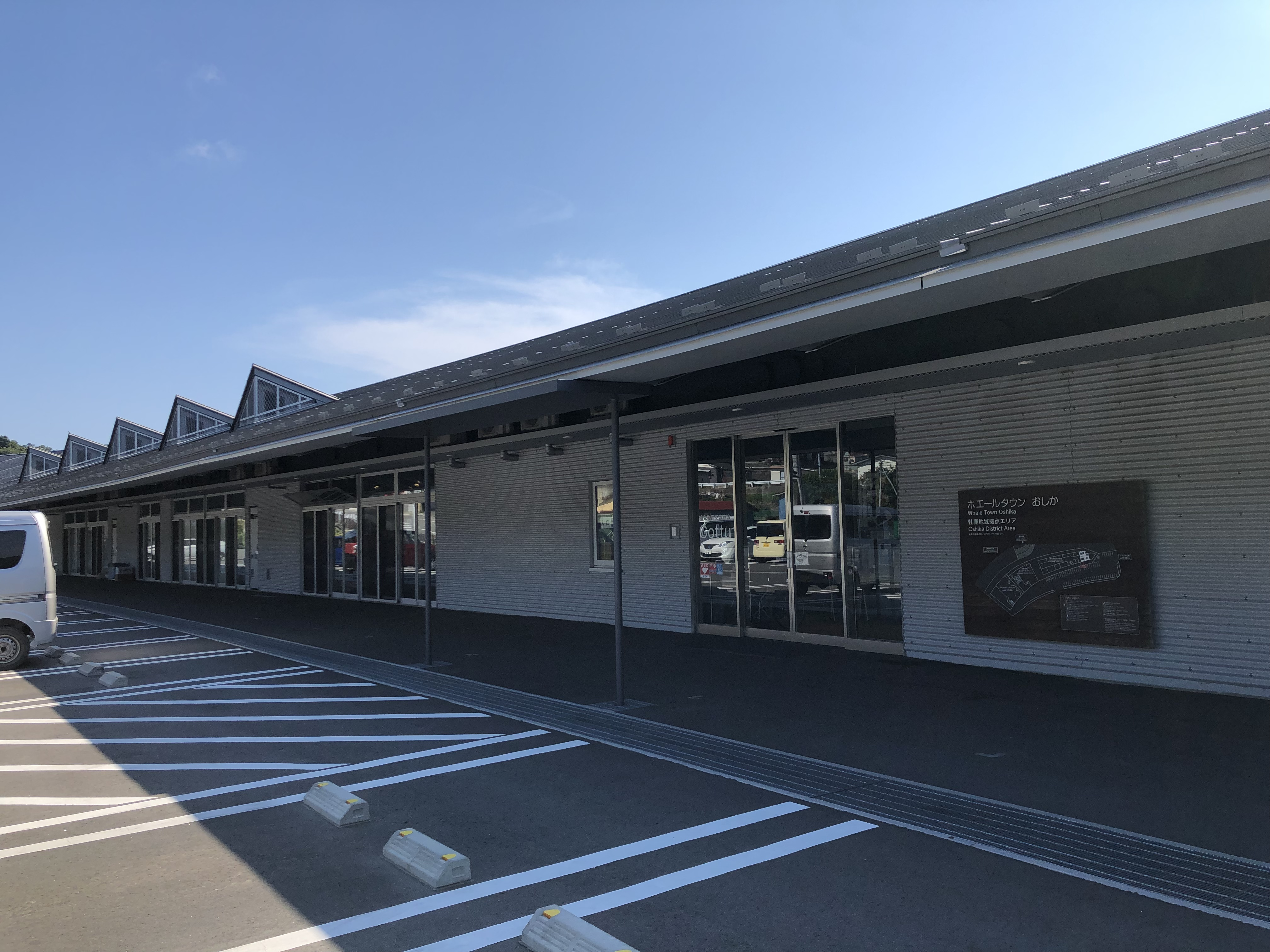
ホエールタウンおしかの外観

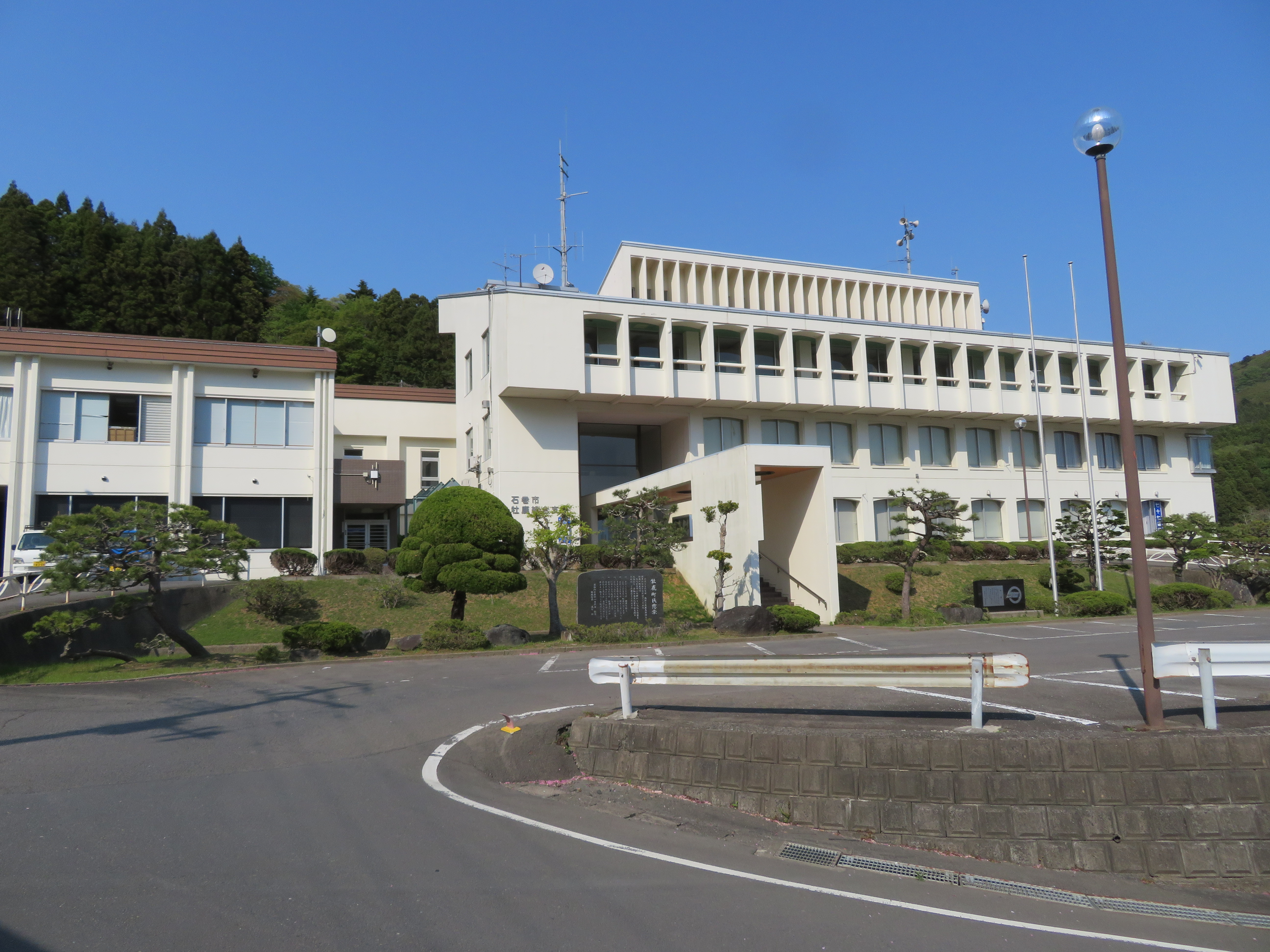
牡鹿総合支所（旧牡鹿町役場）の外観

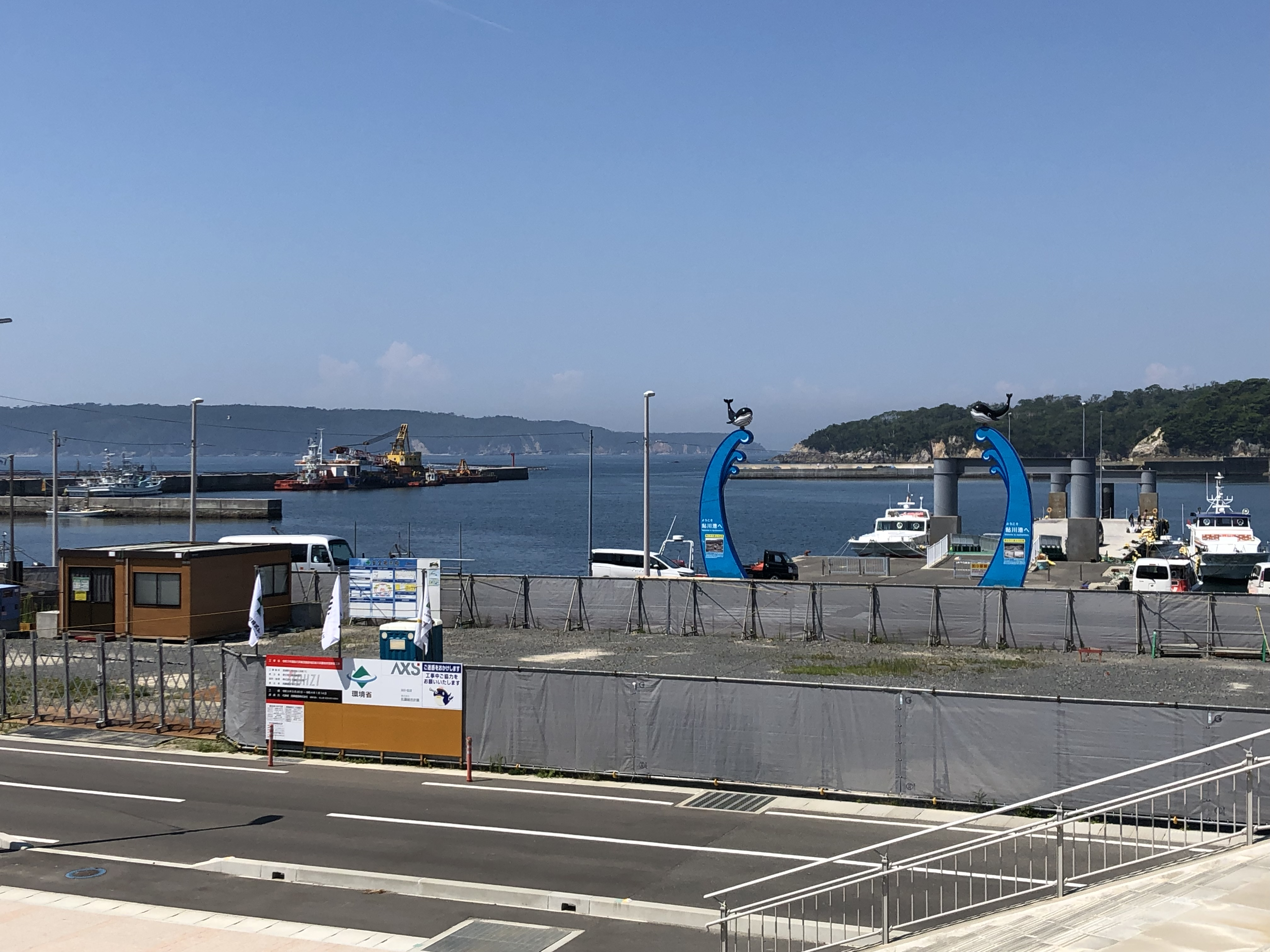
ホエールタウンおしかより臨む鮎川港。

  - 網地島ラインやシードリーム金華山汽船、金華山観光クルーズの鮎川発着所がある[55][56][57]。
- 鮎川郵便局[58]
- 石巻市立牡鹿中学校[59]
- 石巻市立鮎川小学校[60]
- 石巻市立牡鹿病院[61]
- 石巻市牡鹿稲井商工会[62]
- おしか御番所公園[63]
- 金華山黄金山神社[64]
- 金華山灯台[65]
- ホエールタウンおしか[66][67]
- 真言宗智山派観音寺[68]
- 石巻警察署牡鹿駐在所[69]
- 石巻地区広域行政事務組合消防本部石巻東消防署牡鹿出張所[70]

## 産業

### データ
以下は、2021年（令和3年）6月実施の総務省経済センサスの調査によるデータである。
- 事業所数 - 65[71]
  - 民営事業所数 - 54[71]
  - 個人事業所数 - 19[71]
  - 国・地方公共団体事業所数 - 11[71]
  - 法人数 - 35[71]
    - 会社数 - 22[71]
    - 非会社法人数 - 13[71]
- 従業者数 - 552人[71]
  - 民営事業従業者数 - 423人[71]
  - 個人事業従業者数 - 59人[71]
  - 国・地方公共団体事業従業者数 - 129人[71]
  - 法人従業者数 - 364人[71]
    - 会社従業者数 - 242人[71]
    - 非会社法人従業者数 - 122人[71]

以下は、2020年実施の国勢調査によるデータである。
- 15歳以上人口 - 710人[72]
- 労働力人口 - 377人[72]
  - 就業者 - 362人[73]
    - 雇用者・役員 - 299人[73]
    - 自営業主 - 48人[73]
    - 家族従業者 - 15人[73]
- 非労働力人口 - 329人[72]
- 労働状態不詳 - 4人[72]

### 農業
江戸時代から、大麦やヒエの栽培が盛んに行われており、畑の多かった昭和中期まで麦類の栽培が主であったとされる。現に1909年（明治42年）に成立した陸前国牡鹿郡地誌の鮎川村の生産物総覧には、明治42年に米661石（7,754円）、麦1,140石（6,129円）で、明治43年に米640石（8,960円）、麦1,537石（7,689円）と記されている。また、同書には1887年（明治20年）に農漁業をしていた家は29戸であったと記載されている。平地が少ない地形であったため、山の中腹から麓にかけて石塁を築き、畑や水田を設けた。
明治時代後期になると専業農家の割合が徐々に増えはじめるが、戦後になって農業を専業的に営む家が減り、鮎川浜の産業構造の中から姿を消した。昭和後期の昭和60年代には、鮎川浜の農家は、黒崎農場の酪農3戸、第1種兼業農家1戸、養鶏1戸の計5戸のみとなった。

### 企業
鮎川捕鯨
鮎川浜内に本社を置いている捕鯨会社の一つである。1925年に鮎川浜田の浜に建設された鮎川捕鯨株式会社とは関連はない。星洋漁業と日本近海が捕鯨を撤退するにあたり、鮎川浜の戸羽捕鯨が引き取る形で2008年に設立された。なお、星洋漁業は昭和20年代から大洋漁業の子会社で、日本冷蔵の船を購入して捕鯨を始めた。第8幸栄丸および第3大勝丸を用いて商業捕鯨を行うが、株主である戸羽捕鯨と網走の三好捕鯨に傭船料を支払っている。毎年4月から11月までミンク鯨・ツチ鯨の捕鯨を行っており、鯨肉や皮および畝須等の鯨白手物を原料として塩蔵品や鯨ベーコン、さらし鯨の製造販売をしている。

## 文化
明治12年時点では、遠藤、岡田、斎藤、鈴木、大森、和泉、安藤、奥海、土岐、平塚、粟野、島の12姓氏、52戸のみからなる集落であったが、捕鯨産業が盛んになるにつれ、外部からの転入者が増え、昭和60年になると、261姓氏、808戸からなる集落になり、様々な文化が形成されていった。
エビスオヤとワラジヌギバ
小型捕鯨繁栄時の鮎川浜で見られた、他地域から移入してきた者（家族）と、元々鮎川に暮らしていた者（家族）という血縁関係のない者同士で、ある種の親戚関係を構築する独特のコミュニティ形成方法である。既住者が移入者を親戚として受け入れることで、移入者がより円滑に鮎川浜のコミュニティに溶け込めるようにという目的があったとされる。エビスオヤと呼ば れる、捕鯨船や漁業で共に働く仲間として擬制的親子関係を築くものや、ワラジヌギバという、ある家を保証人として頼り家族ごと移住するもの、といった形態があった。ただし、現在においては廃れている。

### 埋蔵文化財
- 金華山貝塚（字金華山10〜12番地）：遺跡番号74003。ホテル造営時に縄文早期から晩期にかけてこ土器、石斧、石棒、石槍が出土[82]。
- 金華山遺跡（字金華山1番地）：遺跡番号74004。参道周辺の鹿山公園が相当[83]。鹿の角切場の造営時に深鉢形平底の土器が出土[83]。
- 黒崎遺跡（字黒崎）：遺跡番号74005。黒崎農場が1945年に開墾した際に縄文土器や石鏃が出土[83]。
- 鴨川遺跡（字黒崎）：遺跡番号74017。鴨川砂岩にある段丘上にあり、黒崎農場の西北端にあたる[83]。ただし、現在、遺跡一帯は耕地が放棄されているため、まったくの荒地となっている[83]。

## 寺社仏閣
- 金華山黄金山神社

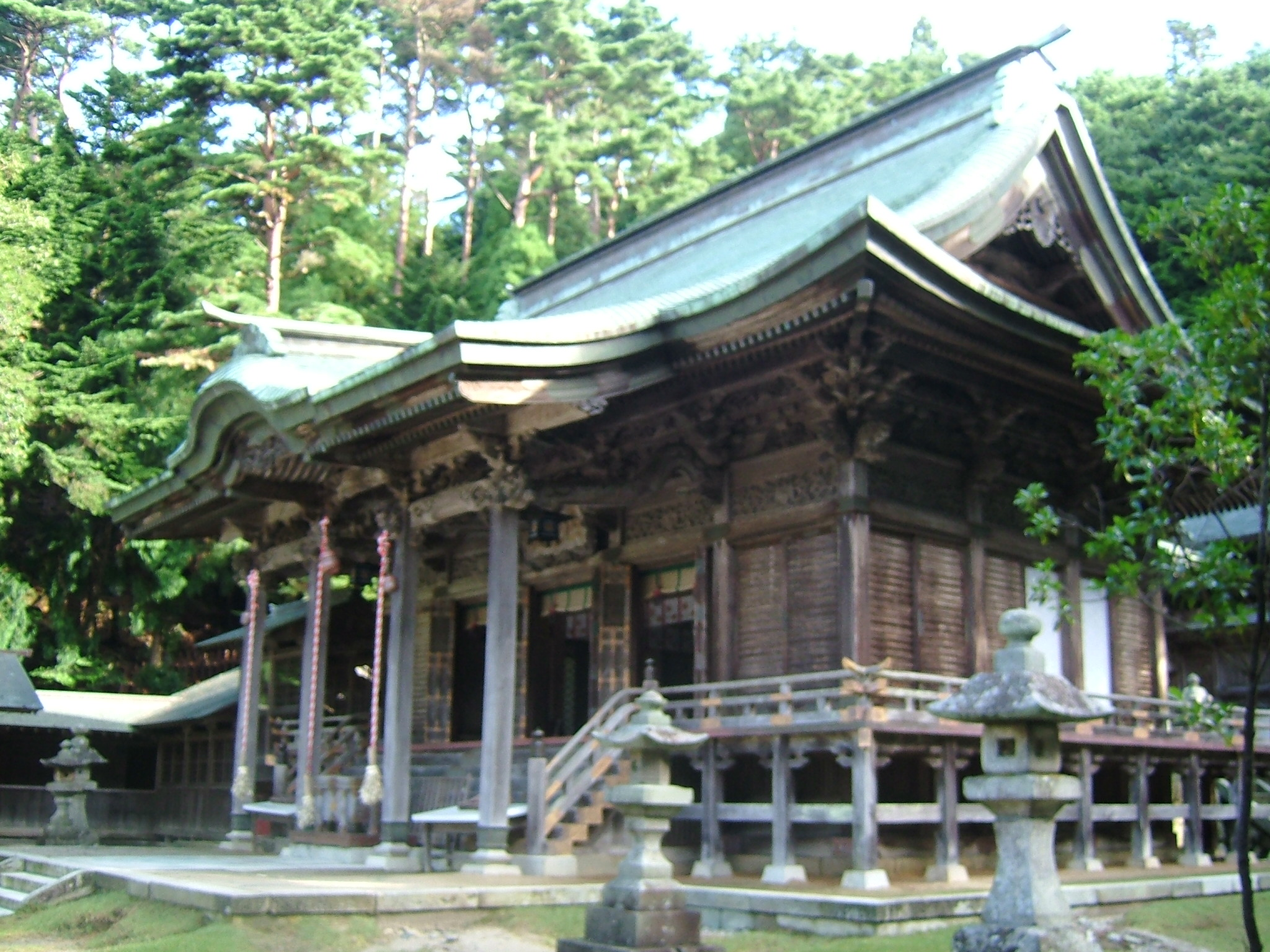
金華山黄金山神社拝殿。

- 熊野神社 - 1697年（元禄10年）に再建され、翌年に新しく紀州熊野より歓請分霊したと伝えられており、当時三陸海岸一帯に普及しつつあった紀州のカツオため釣漁法と共に北上してきたとされる[84]。1874年（明治7年）には村社に列せられた[84]。1914年（大正3年）には八雲神社（牛頭天王社）と五十鈴神社（神明社）を合祀し、翌年に八雲神社の社地に社殿を新築して移った[85]。
- 稲荷社
- 薬師堂
- 曹洞宗金宝山東泉院 - 1603年（慶長8年）に十八成浜の陽山寺四世鳥山是金が宝寿山東泉院として開山したことを由来とする[86]。1850年（嘉永3年）の「鮎川濱当人数御改書」によると当時の鮎川浜の人頭46人のうち30人が当院の檀家であった[86]。1873年（明治6年）には失火で焼失し、廃仏毀釈の影響もあって、そのまま廃寺となり、檀家も観音寺へと移った[85]。しかし、1955年（昭和30年）に陽山寺二十一世祖岳秀南のとき、瑞光大舜師が金宝山東泉院として再建した[86]。なお、現在の字四ツ小谷の寺域は再建当時に開墾された土地を信者から譲り受けたものである[87]。
- 真言宗如意輪山観音寺 - 仙台龍宝寺の末寺[87]。1698年（元禄11年）の「牡鹿郡萬御改書上」には、天王宮別当観音寺とだけ記載されており、「鮎川町寺院仏堂関係」によると観音寺の住職であった福草真恒の届けには1677年（延宝5年）大量快山の開山とあったとされる[注 14][87]。1774年（安永3年）の「風土記御用書出」には、牛頭天王社、五十鈴神社、神明社の別当であったと記され、1850年（嘉永3年）「鮎川濱当人数御改帳」では遠藤、鈴木、平塚の三氏十六戸の檀家を持つ村寺であったと記されている[87]。

## 交通

### 道路
- 宮城県道220号牡鹿半島公園線（牡鹿コバルトライン）[6]
- 宮城県道2号石巻鮎川線

### バス
- 牡鹿地区市民バス寄磯〜鮎川線[88]
- ミヤコーバス鮎川線[89]

### 定期航路

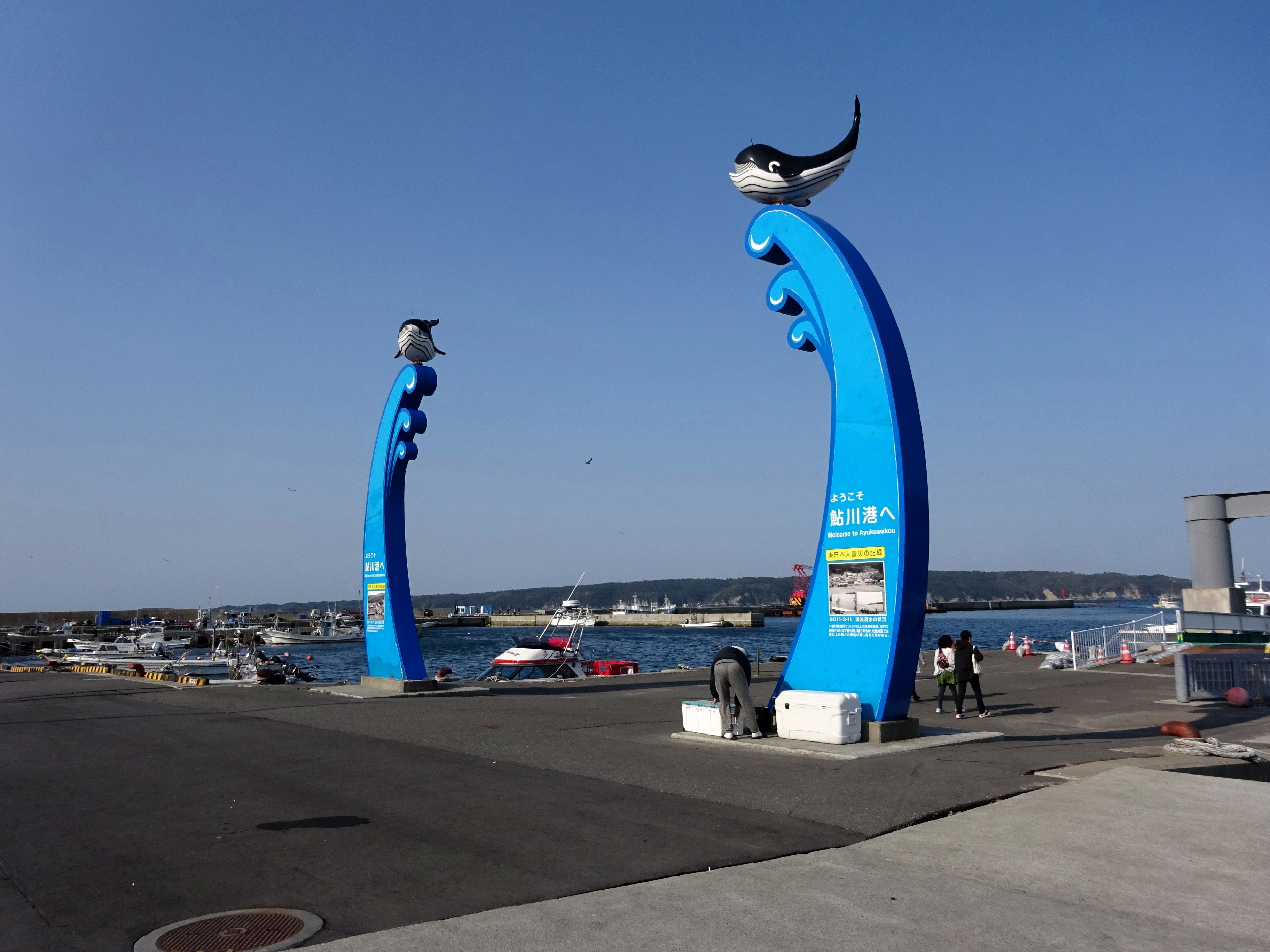
定期航路が発着する鮎川港。

- 網地島ライン[55]
- 金華山観光クルーズ [57]
- シードリーム金華山汽船[90][57]

### 鉄道
域内に鉄道は通っておらず、最寄り駅の一つとして挙げられる女川駅からは約20km離れている。

## 教育

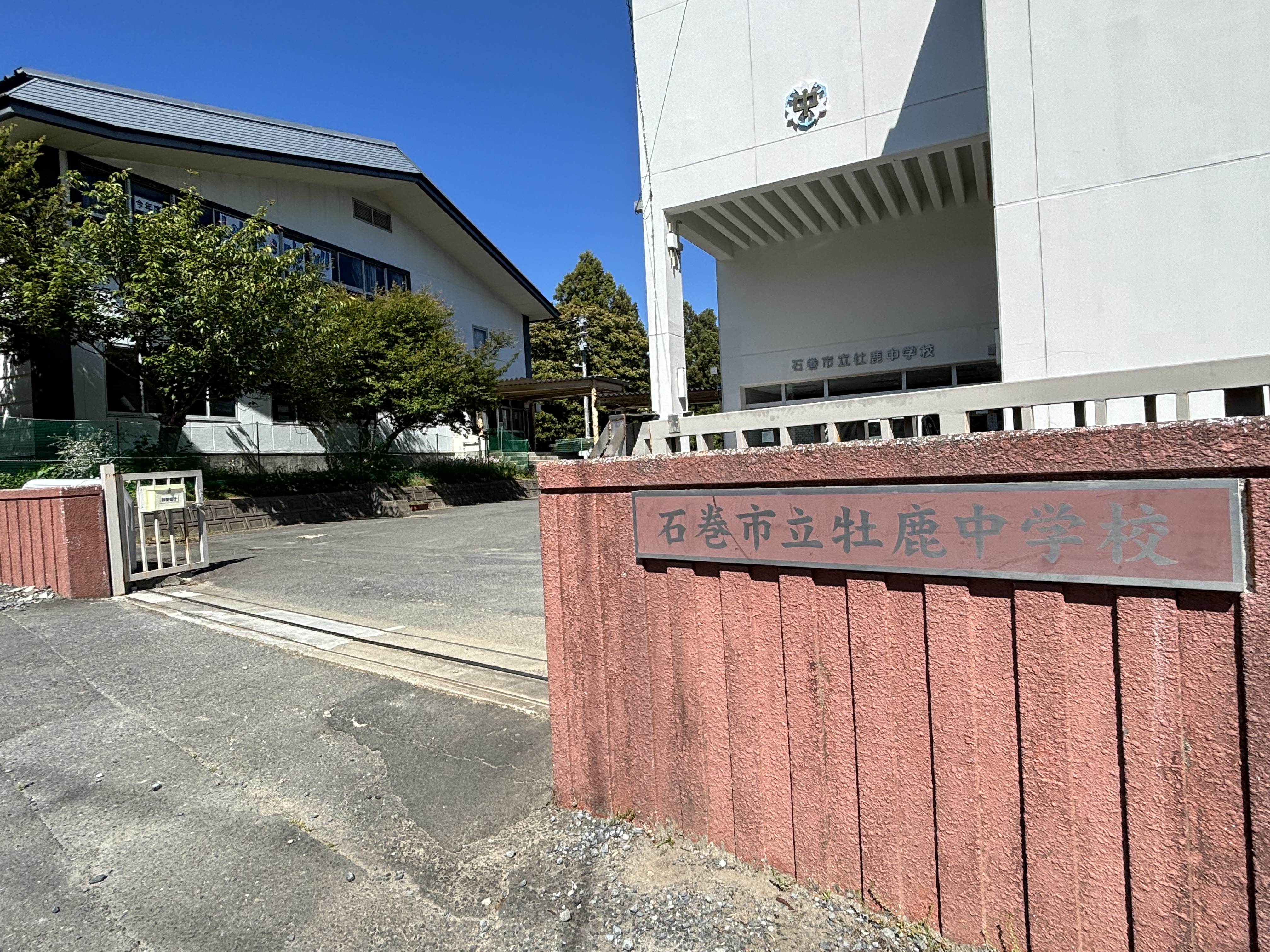
石巻市立牡鹿中学校。

小学校の場合は石巻市立鮎川小学校、中学校の場合は石巻市立牡鹿中学校へ進学する
。

### 教育史
安政年間には、岡田良仲が開いた岡田塾という寺子屋が1867年（慶応3年）まで存在しており、30人の男子が学んでいた。
明治5年8月に学制が公布されると、有志より87円の拠出金を集め、遠藤奉助の奥座敷を借り、明治6年5月20日に第九十七番鮎川小学校が設置された。教師は守屋豊治と岡田武一郎の二人で、豊治は読書と習字を、武一郎は算数を教えた。生徒は男子37名と女子3名で、米一升分にあたる三銭を月謝として納めなければならなかった。
1881年（明治14年）になると鮎川小学校が初等科小学校になるが、1887年（明治20年）になると大原小学校の分校となり、1889年（明治22年）に町村制が施行され、鮎川村が成立する伴い、小学簡易科として独立した。

### データ
以下は、2020年10月に実施された国勢調査による域内の教育に関するデータである。
- 就学人口 - 36人
  - 小学校 - 11人
  - 中学校 - 9人
  - 高等学校 - 14人
  - 高等専門学校・短期大学 - 1人
  - 大学 - 1人
- 未就学人口 - 7人
  - 保育園・保育場 - 5人
  - その他 - 2人

## 災害

### 東日本大震災

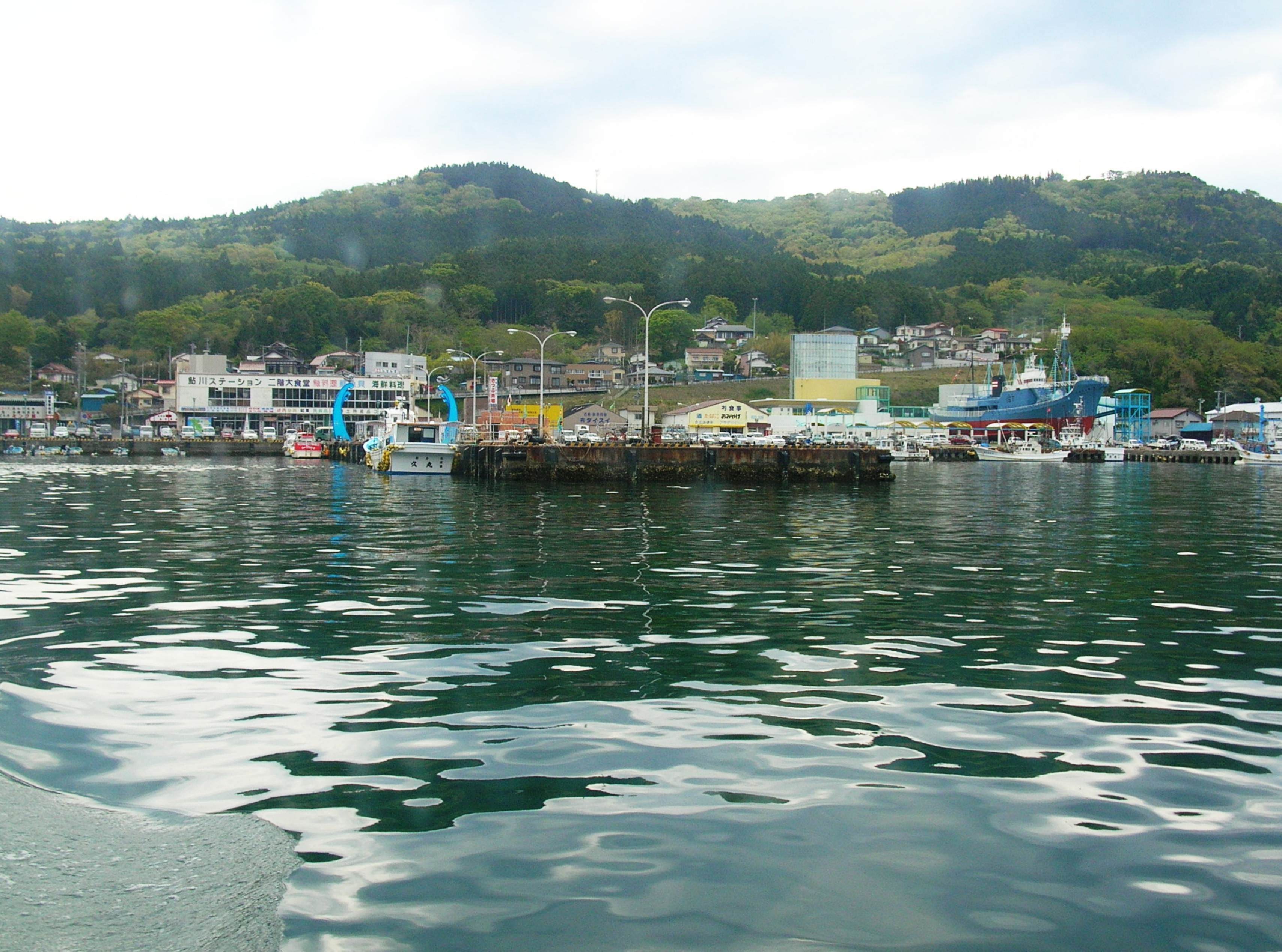
東日本大震災前の鮎川港（2008年5月16日）

鮎川浜は三方が海に囲まれており、震源地に最も近かったため、東日本大震災の際は最大8.6mを津波（気象庁によると15:25に到達）に襲われ、人的被害は死者8名と行方不明者5名（2012年10月時点）にのぼり、物的被害は全壊312戸と大規模半壊が23戸、半壊等が243戸にのぼった。
その他にも、銀行や郵便局といった公共施設、多くの商店等が壊滅的な被害を被り、ライフラインや通信網は破壊され、宮城県道2号石巻鮎川線は土砂崩れや道路の崩壊により、供用ができなくなっていた。また、域内にある観測所によると震度は6弱を記録し、1.2mものの広域地盤沈下が発生した。
被災者らの証言によると、第一波よりか、第二波、第三波がとても強く、底から持ち上げられるような津波であったとされ、多くの建物が流され、建物の残骸なども引き潮の際に海へ流されていったとされる。川に渡された欄干は折れ断ち切られ、外灯は土台のみが残っているような有様で、大潮や高潮になると、一帯は大きな沼のようになったとされる。
以下は2012年12月時点での域内の人的被害の統計である。
| 世代と性別 | 犠牲者 | 死亡率 | 当時の人口 |
| ---------- | ------ | ------ | ---------- |
| 男性       | 10人   | 1.30%  | 769人      |
| 女性       | 8人    | 1.15%  | 693人      |
| 15歳未満   | 0人    | 0.00%  | 102人      |
| 15 - 64歳  | 4人    | 0.50%  | 795人      |
| 65歳以上   | 14人   | 2.68%  | 565人      |
| 合計       | 18人   | 1.23%  | 1,462人    |

### 火事
1943年（昭和18年）11月16日午後10時40分頃に肥料工場の納屋付近から、出火した火が東風に煽られて、家々を焼いた。風下にあった七十七銀行鮎川支店や産業組合倉庫、合同缶詰工場、水産製品検査支所、島屋・和泉屋といった旅館が全焼し、粟野旅館や松川屋が奇跡的に焼け残った。鮎川町では町議10名からなる復旧委員会を組織し、町有林一町一反歩を復旧建築資材用に払い下げ、罹災資金特別会計から2,728円を支出して援助にあたった。これを好機と捉えた東北更新会は鮎川町を住みやすい街にしようと更新会の分会を鮎川町に設置し、和泉太三郎を分会長に、阿部萬太郎と鮎川国民学校長であった大場萬吉郎を副分会長に指定した。大森竹次郎が村長であったときから着手していた地先海面の埋立工事が1944年に竣工し、鬼形山の国有林を掘り崩して、地盤が低く度々水害を受けていた罹災地に盛り土をした他、湊川、林下、四ツ小谷の水田十五町歩の着土排水工事も行われた。

## 人口
2025年（令和7年）4月30日現在の世帯数と人口は以下の通りである。
| 大字   | 小字     | 世帯数〔戸〕 | 人口〔人〕 |
| ------ | -------- | ------------ | ---------- |
| 鮎川浜 | 伊勢下   | 2            | 4          |
| 鮎川浜 | 一本杉   | 4            | 5          |
| 鮎川浜 | 内山     | 23           | 29         |
| 鮎川浜 | 大台     | 6            | 6          |
| 鮎川浜 | 鬼形山   | 30           | 56         |
| 鮎川浜 | 北       | 8            | 10         |
| 鮎川浜 | 清崎山   | 76           | 87         |
| 鮎川浜 | 金華山   | 5            | 6          |
| 鮎川浜 | 十八成道 | 2            | 4          |
| 鮎川浜 | 熊野     | 33           | 59         |
| 鮎川浜 | 黒崎     | 49           | 77         |
| 鮎川浜 | 袈裟沢   | 30           | 36         |
| 鮎川浜 | 駒ケ峯   | 2            | 2          |
| 鮎川浜 | 笹ケ平   | 21           | 40         |
| 鮎川浜 | 新田     | 1            | 4          |
| 鮎川浜 | 大子     | 2            | 2          |
| 鮎川浜 | 台畑     | 6            | 7          |
| 鮎川浜 | 寺下     | 17           | 31         |
| 鮎川浜 | 寺前     | 19           | 26         |
| 鮎川浜 | ママノ上 | 3            | 5          |
| 鮎川浜 | 万治下   | 9            | 9          |
| 鮎川浜 | 湊川     | 21           | 39         |
| 鮎川浜 | 南       | 10           | 21         |
| 鮎川浜 | 山鳥     | 1            | 5          |
| 鮎川浜 | 四ツ小谷 | 23           | 44         |
| 合計   | 合計     | 404          | 615        |

## 祭り・イベント
- 牡鹿鯨まつり - 毎年8月に開催される。始まりは1953年（昭和28年）であり、海難事故者の慰霊・鯨霊供養をこめて開催されていた[100]。最初は地元消防団が各職場ごとに対抗のリレー大会や仮装行列を行ったことが発展して、牡鹿鯨まつりが開かれるようになったとされる[101]。当初は、戦後復興と鮎川の繁栄を願って開始され、鮎川音頭や各地区の婦人会の仮装行列、捕鯨会社の砲手による捕鯨砲で鯨の的を撃つ実砲実演が催された[101]。昭和40年代以降は、地元団体や七十七銀行、捕鯨会社などによる踊りやパレード、歌謡ショーなどが行われ、震災前は大規模な花火大会がメインイベントであった[101][102]。近年は、鯨肉の捕鯨文化を伝承、発信するという役割も担い、鯨肉の炭火焼きなど鯨料理が提供される。東日本大震災の影響を受け、暫く開催されていなかったが、2013年から再び、規模を縮小して開催された[103]。
  - 七福神舞（南地区七福神舞） - 牡鹿鯨まつりが1953年にはじまる際に、来町者を少しでも楽しませようと婦人会が田代島に伝わる大黒舞に倣って考案したものが起源である[100]。現在では、鯨まつりのみならず、金華山初巳大祭で神に奉納されたり、石巻川開き祭りや敬老会、サンファン館でも舞われたりする[104][105]。主な特徴としてはエビス、大黒天だけでなく七福神すべてが同等に舞を披露することが挙げられる[105]。誕生から現在に至るまで何度か、断絶しかけたが、1971年（昭和46）に牡鹿コバルトラインが開通したことにより、再び盛んになったり、1986年（昭和61年）に牡鹿町が七福神舞保存会を結成し、伝統芸能として文化財保護行政の枠組みで保存活動が行われるようになった[105]。

## 舞台となった作品
- 鯨と斗う男（1957年） - 東映が制作した映画で、主演は高倉健で、原作は田原喜作、脚本は岡田豊、監督は津田不二夫、その他に佐野周二、月丘千秋、ディック・ミネが出演した[106]。
- 鯨の町 - 梶野悳三著、錦城出版社が1943年に刊行[107]。
  - 海の怪獣 - 1955年に春陽文庫が改題して刊行[107]。
- 遥かなる鮎川 - 伊吹晈三著[108]
- 金華山殺人事件 - 日高けん著、2023年4月1日ブイツーソリューション発行、星雲社販売[109]。

## 鮎川大町

### 鮎川大町
鮎川大町（あゆかわおおまち、英語: Ayukawa-Ōmachi）は、宮城県石巻市にある町丁であり、旧牡鹿郡牡鹿町字鮎川大町に相当する。丁目が存在せず、住所は鮎川大町の後に番地が続く。郵便番号は986-2522。
全域で建築物の建築が制限されているほか、全域が災害危険区域や復興産業集積区域鮎川浜地区に指定されている。
明治初期には北の一部であったが、軒数の増加に伴い鮎川浜の小字として大町が設置され、これがのちに分離され成立した。